# Senat Rządzący (Wolne Miasto Kraków)
Senat Rządzący – istniejący w Rzeczypospolitej Krakowskiej w latach 1815–1846 najwyższy organ władzy wykonawczej. 
Zgodnie z konstytucją Rzeczypospolitej Krakowskiej z 1815 r., Senat składał się z 12 senatorów i prezesa. Sześciu spośród senatorów pełniło funkcję dożywotnio. Senatorzy pochodzili częściowo z wyboru (8 senatorów i prezesa wybierało Zgromadzenie Reprezentantów), częściowo z nominacji (po 2 senatorów mianowała kapituła krakowska i krakowski uniwersytet). W 1833 r. na mocy nowej konstytucji zmniejszono skład Senatu do 8 senatorów i prezesa (z czego tylko jeden pochodził z nominacji – prawo to utrzymała kapituła), a wybór prezesa Senatu uzależniono do zatwierdzenia dworów „opiekuńczych” (już w 1827 r. zresztą unieważnili wybór prezesa Senatu).
Kompetencje Senatu były dość rozległe. Obok typowych działań władzy wykonawczej (obejmującej m.in. kontrolę nad porządkiem w kraju, cenzurę, dysponowanie majątkiem, a także inicjatywę ustawodawczą) akceptował on także projekty praw uchwalanych przez Zgromadzenie Reprezentantów. Mógł orzekać też o rozwiązaniu Zgromadzenia. Organami administracyjnymi Senatu były wydziały. Sam senat był uzależniony od rezydentów mocarstw „opiekuńczych”. Pierwszy jego skład (w 1815 r.) pochodził w całości z nominacji powołanej przez mocarstwa Komisji Organizacyjnej. Od 1837 r. rezydenci otrzymali także prawo odrzucenia kandydatur na senatorów, a od 1843 r. senatorzy byli wręcz mianowani przez konferencję rezydentów.
Senat został zlikwidowany po upadku powstania krakowskiego w 1846 r. Na krótki okres powołano wówczas Radę Administracyjną Cywilną, która została zlikwidowana jeszcze w tym samym roku wraz z likwidacją Rzeczypospolitej Krakowskiej i jej włączeniem w granice Austrii.

## Prezesi Senatu
- 1815–1831 Stanisław Wodzicki (w roku 1827 wybrano na to stanowisko Józefa Nikorowicza, lecz rezydenci unieważnili ten wybór w 1828 r. i przywrócili na stanowisko Wodzickiego)
- 1831–1833 zmieniający się członkowie Senatu (każdy z senatorów, co miesiąc)
- 1833–1836 Kasper Wielogłowski
- 1836–1839 Józef Haller
- 1839–1841 zmieniający się członkowie senatu (najczęściej Jan Schindler)
- 1841–1846 Jan Schindler